# Bakwah (distrikt)
Bakwah, även skrivet Bakwa, är ett distrikt i Afghanistan. Det ligger i provinsen Farah, i den västra delen av landet, 600 kilometer väster om huvudstaden Kabul. Administrativ huvudort är Bakwah.
Distriktet beräknades år 2022 ha cirka 42 000 invånare.